# DVD Plus
El DVD Plus es un disco de doble cara similar al Dual disc, es un disco de almacenamiento óptico que combina la tecnología del DVD y de un disco compacto en un solo disco. Las capas del DVD y del disco compacto están unidas ofreciendo un disco compacto multiformato. El DVD Plus es una marca registrada de Dieter Dierks. El DVD Plus como el Dual disc, no son en sí un nuevo formato, sino combina dos formatos existentes: un DVD y un CD, para crear un nuevo producto.
El DVD Plus actualmente está disponible en tres modalidades:
- CD / DVD
- CD / DVD-Audio
- DVD / ROM

Estas modalidades pueden ser mezcladas.
Ocasionalmente se produce el DVD Plus con los nuevos formatos como el HD DVD. Todos los formatos DVD Plus pueden ser reproducidos por reproductores convencionales de CD y DVD, funcionan también en computadoras (el formato es compatible con aproximadamente con el 99% de reproductores del mercado).
Para evitar disputas legales, los fabricantes han lanzado al mercado el Dual disc en Europa que, más tarde, pagó un impuesto sobre patentes a Dierks, incluso los discos lanzados son actualmente Dual disc's y no discos DVD Plus. Esto generalmente ha sido alcanzado usando las fábricas Dual disc certificadas.
Sería erróneo pensar el DVD Plus como el "equivalente europeo del Dual disc". Algunos registran sus empresas en los EUA, en especial Ryko, que ha sacado el producto DVD Plus y el Dual disc es ahora mucho más común en Europa (aunque no así en los EUA). Están ambos esencialmente en un enfoque muy similar, aunque la Asociación de la Industria Discográfica de Estados Unidos ha señalado que el Dual disc es música, no vídeo, media (o lo que aplique exactamente) y no como una restricción nominal aplica al DVD Plus.
Aunque en teoría son casi idénticos, los discos DVD Plus han aparecido hasta ahora en la práctica -pese a que dicen lo contrario- para medir teniendo capas Cd-compatibles ligeramente más gruesas que los DualDiscs (aunque no lo suficientemente delgado para ajustalos al Cd en las especificaciones del Red Book), consecuentemente DVD Plus ha sido capaz de reclamar los altos niveles de compatibilidad con los reproductores de CD, que Dual Disc (donde la capa de un CD-compatible es más delgada ha mostrado alguna compatibilidades con pocos reproductores). Esto también significó que no había limitaciones con las caras de los CD-compatible's al momento de la reproducción, como fue el caso con los Dual Disc. Sin embargo, el incremento del espesor del disco aumenta la probabilidad de que el disco se atasque en los reproductores en la ranura/carga y en la auto-lectura.
- Datos: Q640169